# Сейди, Микаил
Микаил Мирза оглы Сейди (азерб. Mikayıl Mirzə oğlu Seydi; 1862, Баку, Бакинский уезд, Бакинская губерния, Российская империя — 1916, Баку, Бакинский уезд, Бакинская губерния, Российская империя) — азербайджанский поэт XIX века, член литературного общества «Маджмауш-шуара».

## Биография

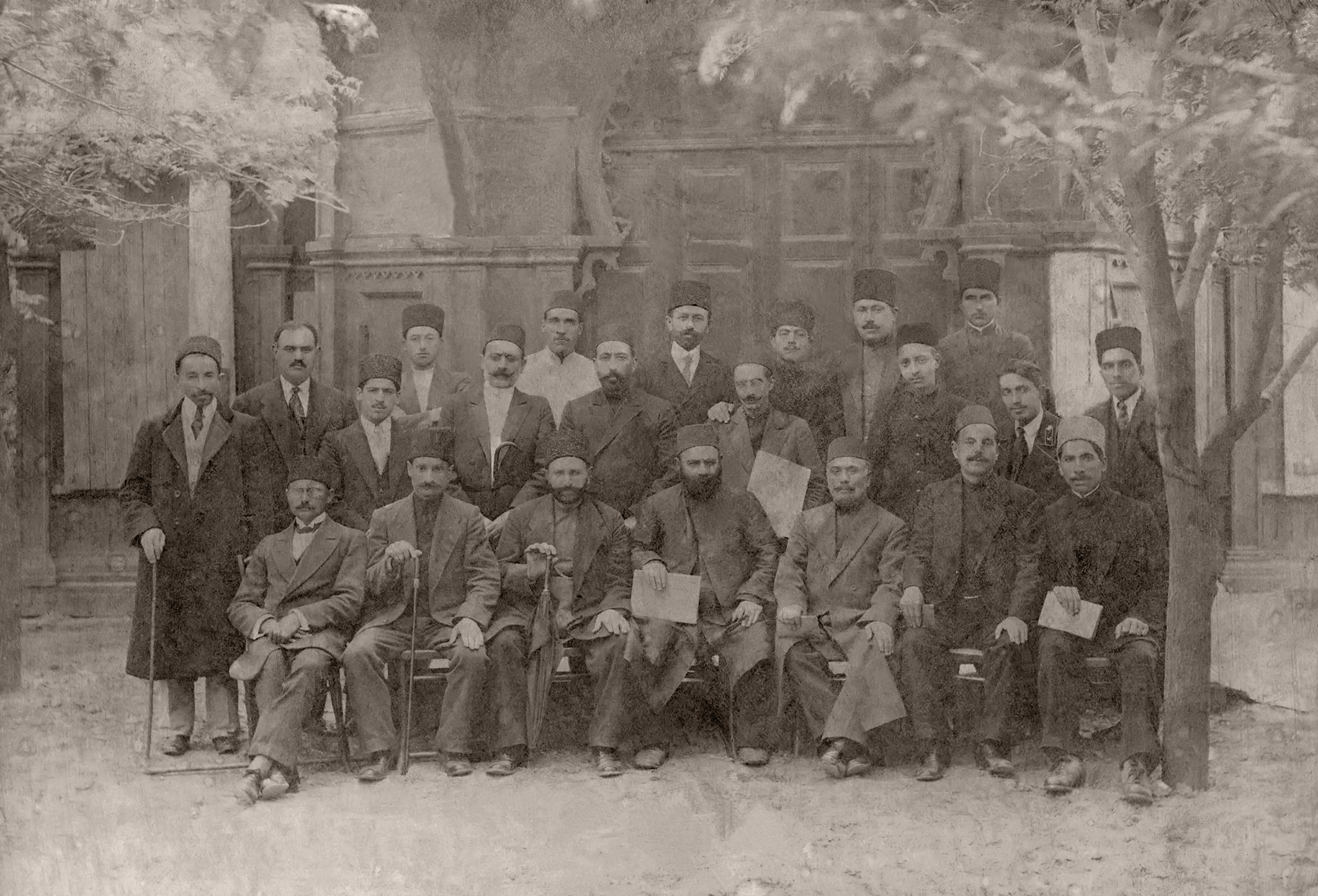
Учителя и поэты Баку, 1916 год. Слева направо, первый ряд: Мирбадреддин Сеидзаде, Мирабдулвахаб Сеид Заргяр, Микаил Сейди, Абдулхалиг Джаннати, Агададаш Мюнири, Неймат Хаджиев; второй и третий ряд: Хаджи Селим Гасымзаде, Хусейнгулу Тюлуи, Мирмахмуд Алескерли, Агададаш Алекберов, Хусейнгулу Саджид, Нусрет Ардебили, Мирзабала Гардаш, Мирза Халил Джанибеков, Алиаббас Мюзниб, Алиага Вахид, Абдуррахман Асим, Эмин Абид Гюльтекин, Султан Гюльшени, Ханафи Зейналлы, Алисаттар Ибрагимов.

Микаил Сейди родился в 1862 году в Баку. Он начал учиться в школе Мирза Хасиба Кудси, но бросил школу, так как остался без матери и с ранних лет занимался торговлей. Еще в школе Микаил, увлекавшийся литературой, в свободное время ходил на собрания «Маджмауш-шуара» и слушал разговоры старших поэтов. Его страсть к поэзии постепенно усиливалась, и он знакомился с законами и правилами поэзии, читая произведения бакинских поэтов и классиков. Его регулярное участие в собраниях поэтов также способствовало повышению его общих знаний. Сейди скончался в 1916 году в родном городе. По случаю смерти поэта в журналах и газетах «Бабаи-Эмир», «Дирилик» и «Игбал», «Тарджуман» были опубликованы специальные статьи, в которых он характеризовался как талантливый поэт.

## Творчество
Сейди хоть и не имел хорошего образования, он смог разобраться в важных вопросах своего времени. В последние годы жизни он часто выступал в журнале «Бабаи-Эмир» и «Тарджуман» и привлек внимание читателей своими солеными стихами. Журнал «Бабаи-Эмир» писал в своей статье по поводу его смерти: «Он всегда смеялся и писал серьезные замечания и тахмисы в местные газеты и журналы. Даже мысль о его участии в прессе всегда вызывала сожаление, что родилась в неподходящее время». Он также открыто выступал в журналах «Дирилик» и «Игбал», а также в «Бабаи-Эмир» с тайными подписями типа «Шабранг аяр» и «Аграб». Сейди был одним из активных сторонников женской свободы. В частности, он всеми силами старался помочь девочкам получить образование, а девочек своих знакомых всегда поощрял к поступлению в школу. Ему даже удалось отправить нескольких дочерей бедняков в школу и взять на себя их расходы на образование. Поэт отправил свою дочь в школу в качестве примера. Микаил Сейди также перевёл на азербайджанский язык произведения Алишера Навои.